# Col Anchorite
Pour les articles homonymes, voir Anchorite.
 (octobre 2019).
Le col Anchorite (Anchorite Pass en anglais) est un col routier américain situé dans le comté de Mineral, au Nevada. Il s'élève à une altitude de 2 328 mètres au sein de la forêt nationale de Humboldt-Toiyabe.